# Wlewnica

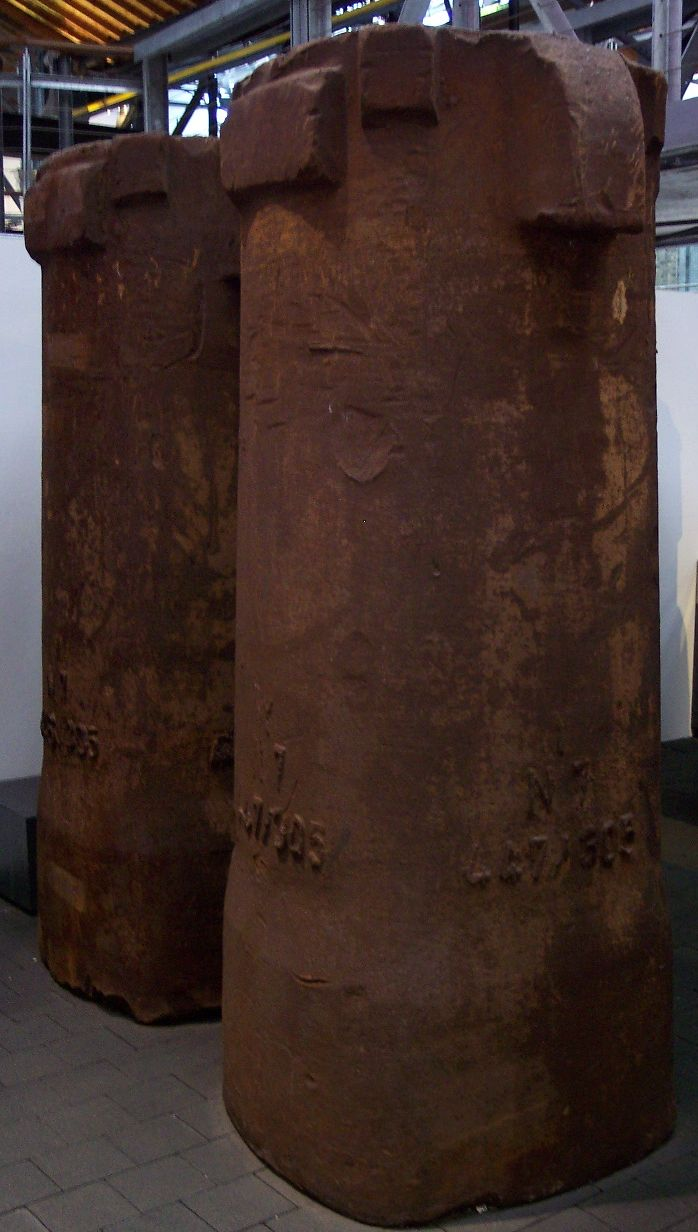
Wlewnice

Wlewnica – niedzielona forma z żeliwa do odlewania wlewków, najczęściej stalowych.
Ze względu na niejednorodny skład odlanego materiału, wlewki przerabia się plastycznie.

## Zobacz też

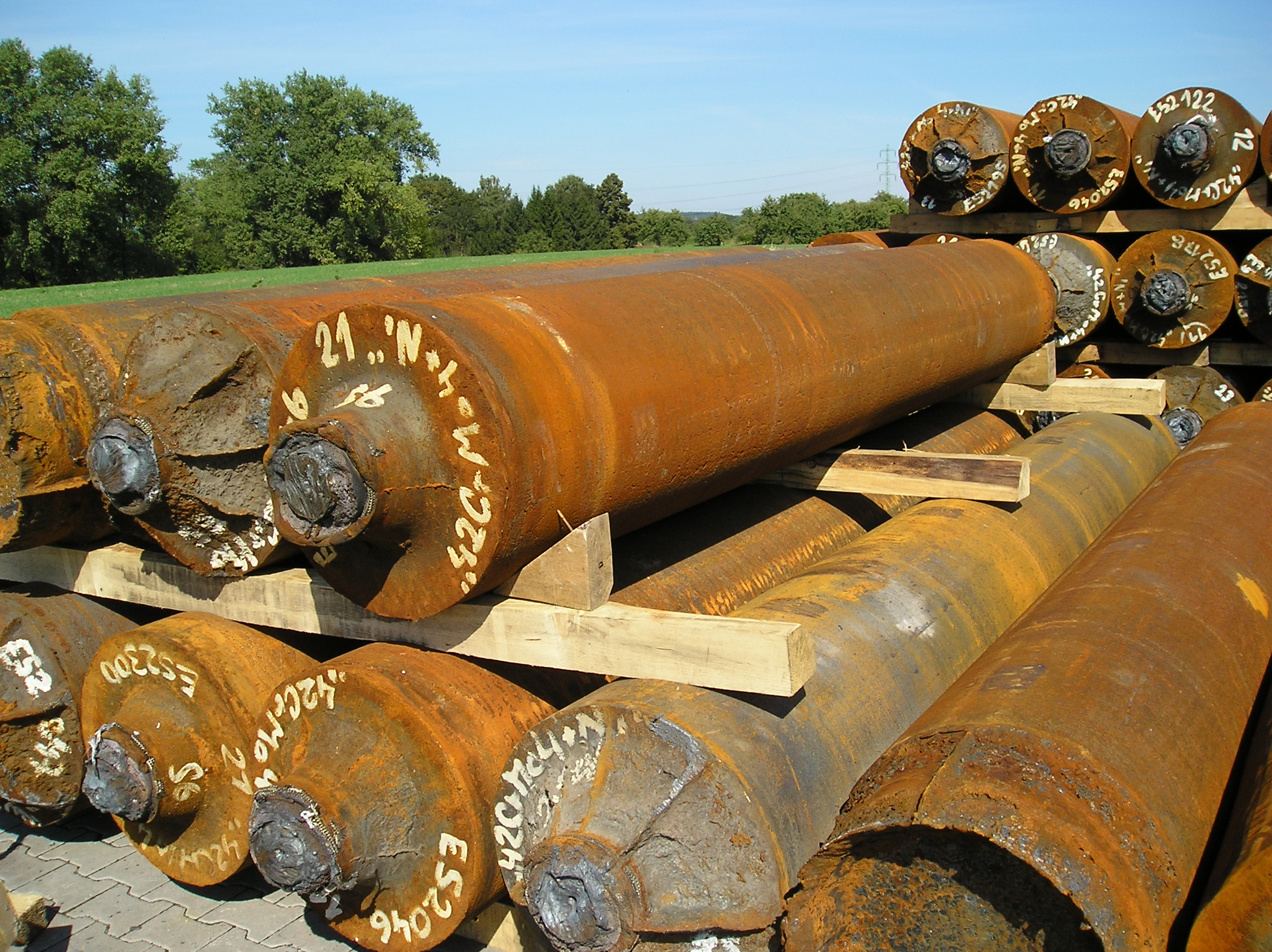
Wlewki stalowe na składowisku